# Anthophorula albicans
Anthophorula albicans är en biart som först beskrevs av Léon Abel Provancher 1896.  Anthophorula albicans ingår i släktet Anthophorula och familjen långtungebin. Inga underarter finns listade i Catalogue of Life.